# پادو، کبک
پادو (به فرانسوی: Padoue) شهری در منطقه شهری لا میتیس ناحیه با-سن-لوران در استان کبک کانادا است. در سرشماری سال ۲۰۱۱ این شهر ۲۹۳ نفر جمعیت داشته‌است و مساحت آن ۶۷٫۵۷ کیلومتر مربع است.